# Sukobin
Sukobin (cyr. Сукобин, alb. Sukubinë) – wieś w Czarnogórze, w gminie Ulcinj. W 2011 roku liczyła 382 mieszkańców, niemal wszyscy to Albańczycy.